# Trichoderes
Trichoderes is een kevergeslacht uit de familie van de boktorren (Cerambycidae). De wetenschappelijke naam van het geslacht werd voor het eerst geldig gepubliceerd in 1843 door Chevrolat.

## Soorten
Trichoderes omvat de volgende soorten:
- Trichoderes cylindroidus (Bates, 1884)
- Trichoderes pini Chevrolat, 1843
- Trichoderes rugosus Bates, 1884